# Tandonia
Tandonia is een geslacht van weekdieren uit de klasse van de Gastropoda (slakken).

## Kenmerken
Het lichaam is relatief slank en uitgerekt tot ongeveer 10 cm lang. De kiel strekt zich uit over de volledige lengte van de voet, van de achterste rand van het mantelschild tot de punt van de staart, of is beperkt tot het achterste deel van de voet. De genitale opening heeft geen stimulator (zoals in het nauw verwante geslacht Milax) en de boezems worden niet bedekt door de nieren.

## Voorkomen en verspreiding
De Tandonia-soorten waren oorspronkelijk alleen inheems in Europa, Noord-Afrika, Klein-Azië en de Kaukasus. Een focus van diversiteit is de Balkan. Sommige soorten, zoals de slanke kielnaaktslak, werden geïntroduceerd in Noord-Amerika (Neozoa). Daar worden ze beschouwd als ongedierte in de landbouw.

## Soorten
- Tandonia albanica (Soós, 1924)
- Tandonia bolensis De Mattia & Nardi, 2014
- Tandonia bosnensis Wiktor, 1986
- Tandonia budapestensis (Hazay, 1880) = Slanke kielnaaktslak
- Tandonia cavicola (Simroth, 1916)
- Tandonia cretica (Simroth, 1884)
- Tandonia cristata (Kaleniczenko, 1851)
- Tandonia ehrmanni (Simroth, 1910)
- Tandonia fejervaryi (H. Wagner, 1929)
- Tandonia jablanacensis (H. Wagner, 1930)
- Tandonia kaleniczenkoi (Clessin, 1883)
- Tandonia kusceri (H. Wagner, 1931)
- Tandonia macedonica (Rähle, 1974)
- Tandonia marinellii Liberto, Giglio, Colomba & Sparacio, 2012
- Tandonia melanica Wiktor, 1986
- Tandonia nigra (C. Pfeiffer, 1894)
- Tandonia pageti (Forcart, 1972)
- Tandonia pinteri (Wiktor, 1975)
- Tandonia piriniana Wiktor, 1983
- Tandonia rara Wiktor, 1996
- Tandonia reuleauxi (Clessin, 1887)
- Tandonia robici (Simroth, 1884)
- Tandonia rustica (Millet, 1843) = Gestippelde kielnaaktslak
- Tandonia samsunensis (Forcart, 1942)
- Tandonia sapkarevi Stanković, 2005
- Tandonia serbica (H. Wagner, 1931)
- Tandonia sowerbyi (A. Férussac, 1823) = Gele kielnaaktslak
- Tandonia strandi (Wagner, 1934)
- Tandonia totevi (Wiktor, 1975)

Niet geaccepteerde soorten:
- Tandonia retowskii (O. Boettger, 1882) → Tandonia kaleniczenkoi (Clessin, 1883)
- Tandonia simrothi (P. Hesse, 1923) → Tandonia ehrmanni (Simroth, 1910)